# Lammermarkt
De Lammermarkt is een plein in de binnenstad van de Nederlandse stad Leiden. Het was ingericht als parkeerterrein tot december 2014, toen de bouw van de ondergrondse parkeergarage Lammermarkt startte. Het plein boven de parkeergarage is vanaf voorjaar 2017 heringericht als groen evenementenplein, waar auto's niet meer kunnen parkeren. Het plein wordt gebruikt voor evenementen, zoals de kermis tijdens het 3 oktoberfeest (de viering van Leidens ontzet) en de viering van Koningsdag.
De Lammermarkt behoort tot het beschermd stadsgezicht van de binnenstad van Leiden: het Rijksbeschermd gezicht Leiden.
Aan de Lammermarkt bevindt zich behalve molen De Valk sinds 1957 ook een van de veertien oorlogsmonumenten van de stad: een bronzen beeld van een vrouwenfiguur gemaakt door Pieter Starreveld. Het is geplaatst op een voetstuk met tegelplint.
Museum De Lakenhal kwam na het gereedkomen van een grootscheepse renovatie en uitbreiding met een nieuwe achtergevel in 2019 ook aan de Lammermarkt te liggen. Op de plaats waar voorheen onder andere een seksshop was gevestigd, komt nieuwbouw.

## Historie

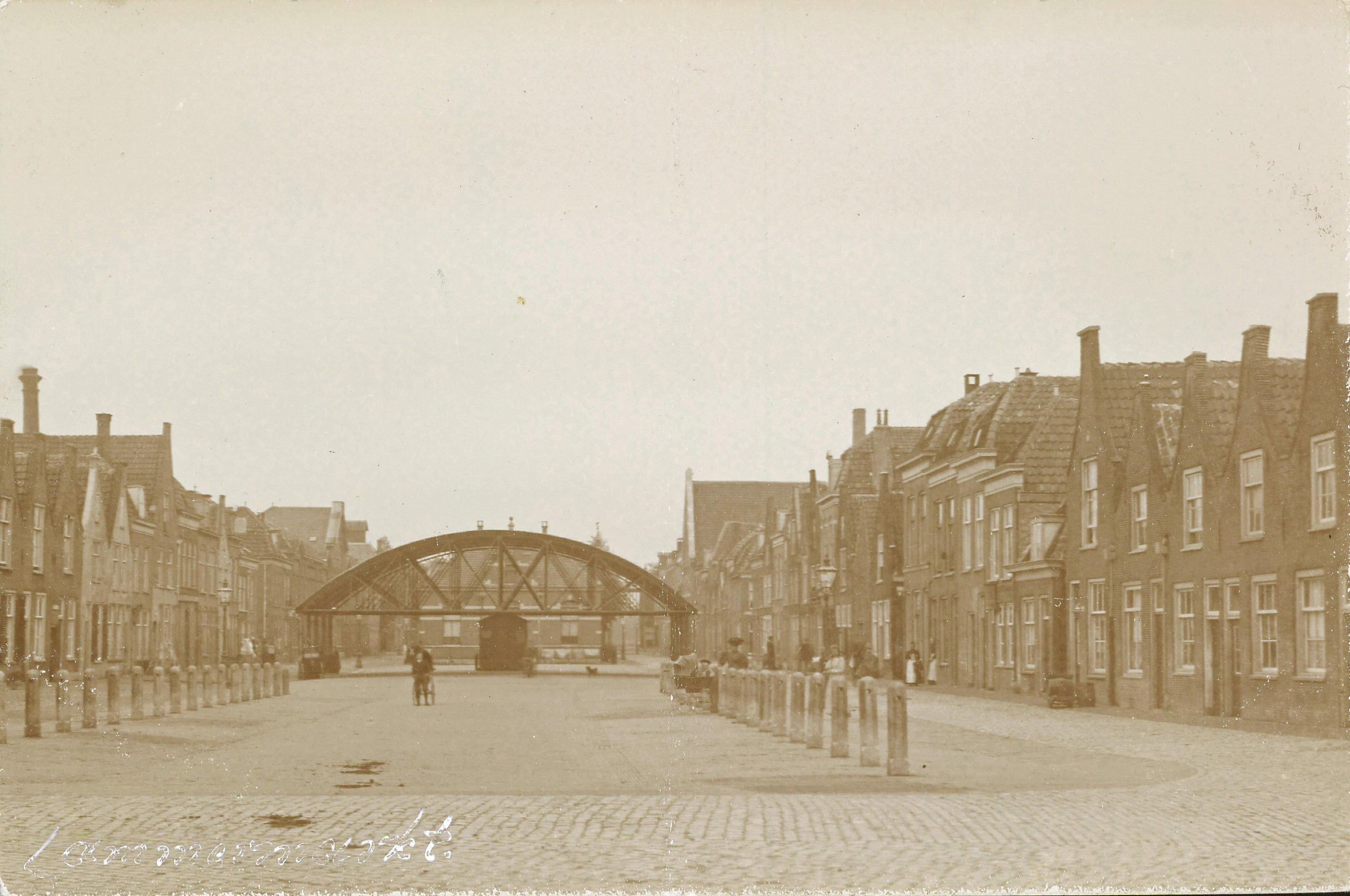
Lammermarkt met de in 1896 gebouwde stalen overkapping van de veemarkt, gezien van de Nieuwe Beestenmarkt naar het oosten

Het gebied waar de Lammermarkt zich bevindt lag buiten de middeleeuwse stadsmuren en was in gebruik als weiland, raamland, boomgaard of moestuin. Bij de uitleg (uitbreiding) van 1611 kocht de stad de grond op en wijzigde de situatie ingrijpend. Op de noordelijke hoek kwam het Valkenburger bolwerk als onderdeel van de stadsverdediging. Aansluitend werd op het bolwerk een molen gebouwd: De Valk. Door het gebied kwamen twee waterwegen te lopen: de Korte Langegracht (in het verlengde van de huidige Langegracht) en de 2e Binnenvestgracht. Op de plaats waar de parkeergarage Lammermarkt nu ligt, kwamen woningen.
Vanaf 1860 werden de beide grachten gedempt. In 1906 werd met de sloop van het bouwblok verdere ruimte gecreëerd voor de groeiende veemarkt. Het bastion zelf werd vanaf het midden van de 19e eeuw in gebruik genomen als begraafplaats. Een deel hiervan werd bestemd voor Joodse graven. In 1911 werd de algemene begraafplaats gesloten en geruimd. De Joodse begraafplaats bleef nog tot 1962 in gebruik, waarna de graven werden overgebracht naar de reeds bestaande Joodse begraafplaats in Katwijk.

## Parkeergarage
De gemeente heeft een ondergrondse parkeergarage aangelegd onder de Lammermarkt, die op 27 april 2017 werd geopend voor het publiek. De cilindrische parkeergarage is met een totale diepte van 22 meter de diepste van Nederland en biedt ruimte aan 525 parkeerplaatsen. De bovengrondse parkeerplaatsen zijn vervallen en het plein heeft een groen karakter, al zal het wel gelegenheid blijven bieden aan de kermis en andere evenementen. Samen met de parkeergarage onder de Garenmarkt heeft het Leidse centrum er circa duizend extra parkeerplaatsen bijgekregen.
Aan de parkeergarage Lammermarkt, die gebouwd is door de aannemerscombinatie Dura Vermeer en Besix, zijn twee prijzen toegekend: de Betonprijs 2017 en de tweejaarlijkse publieksprijs van het Rijnlands Architectuur Platform 2017.

## Fotogalerij

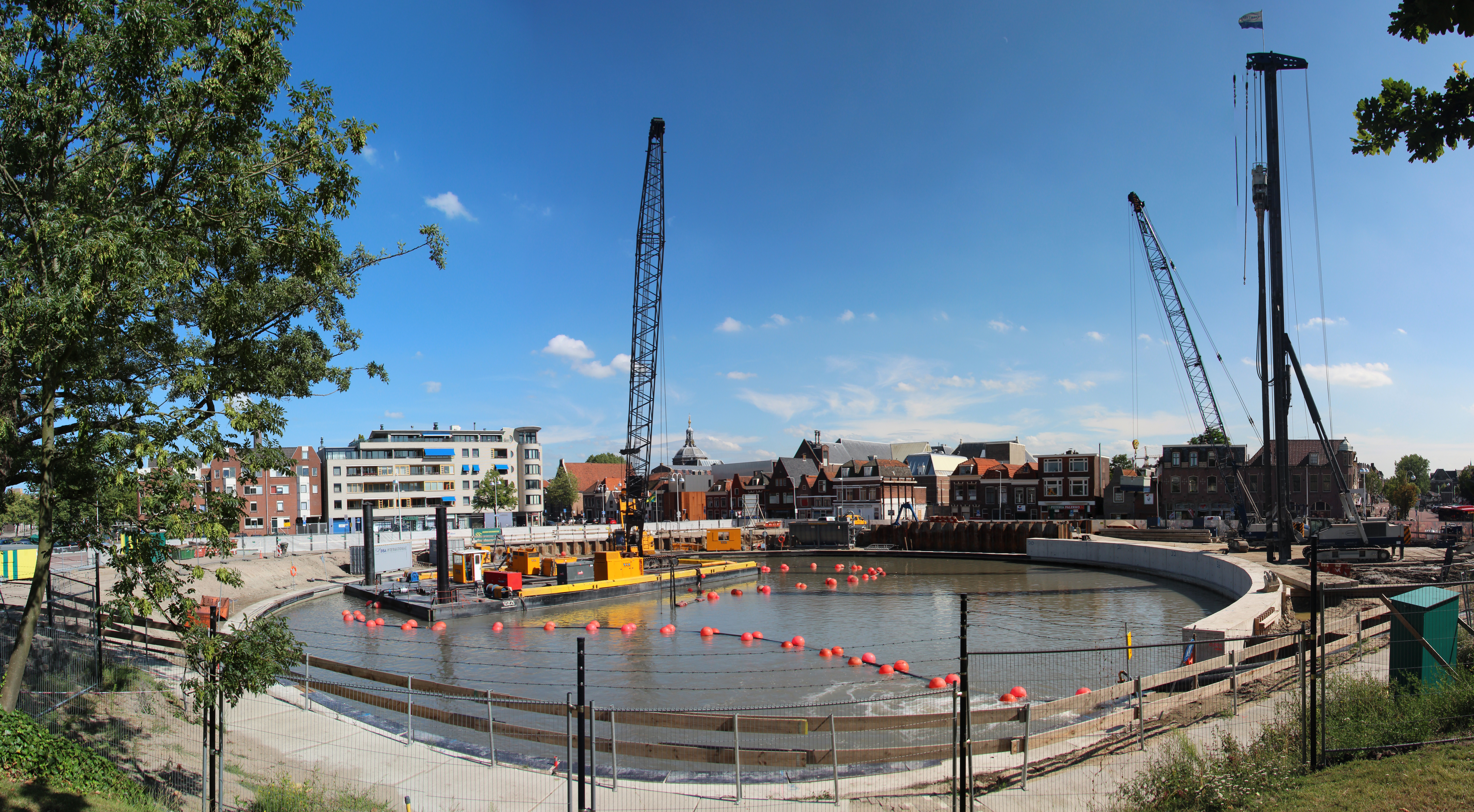
Bouwput parkeergarage (zomer 2015)
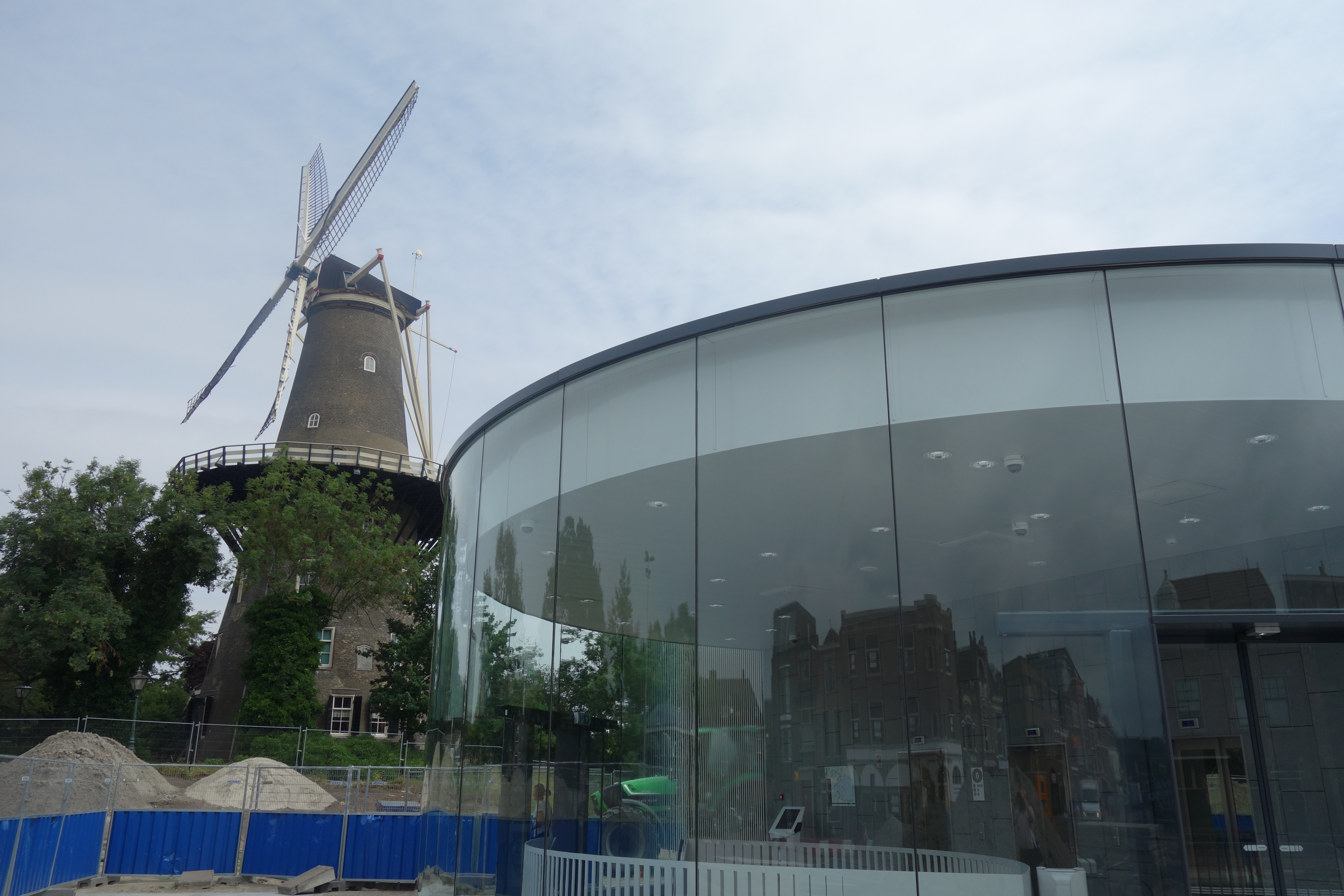
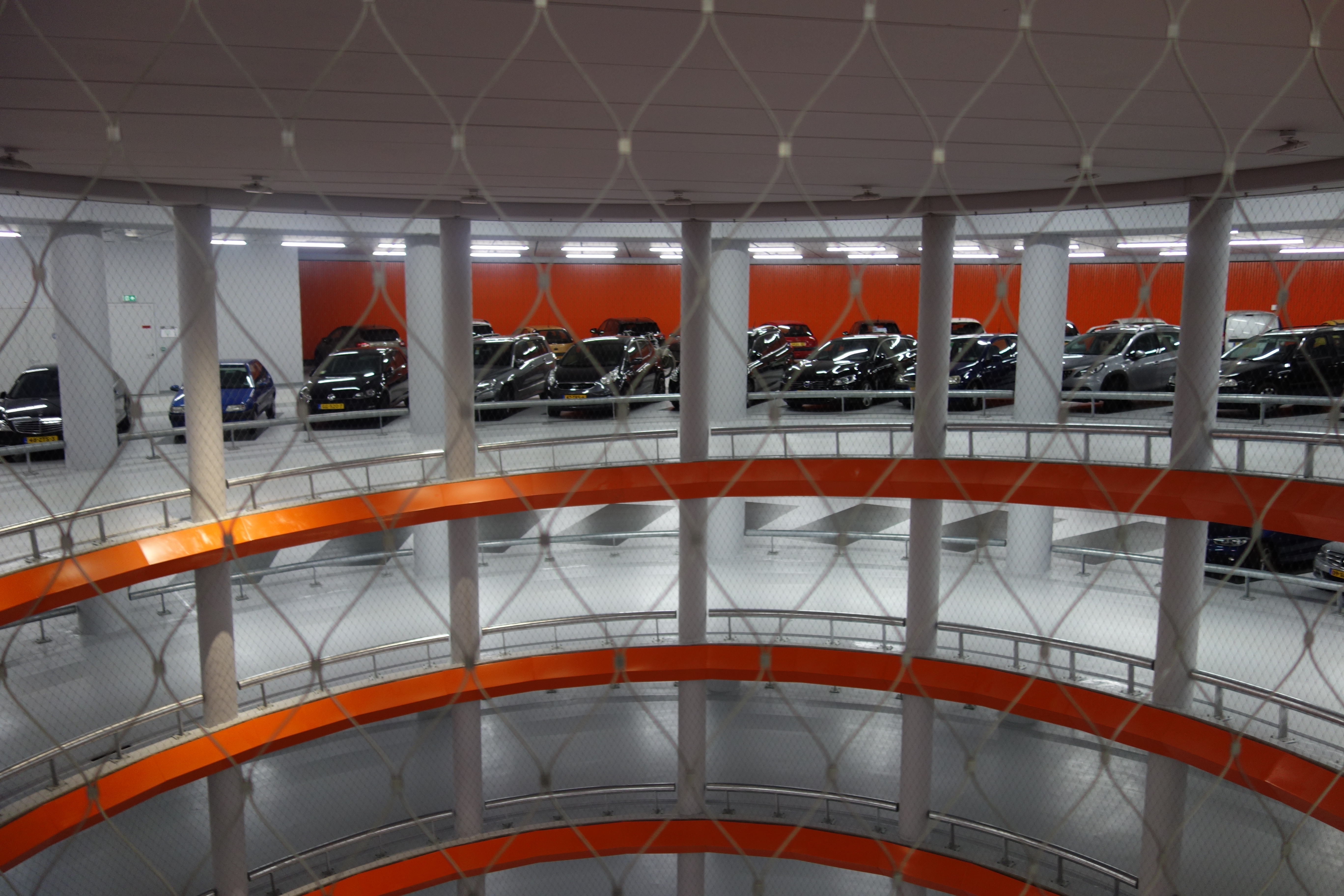
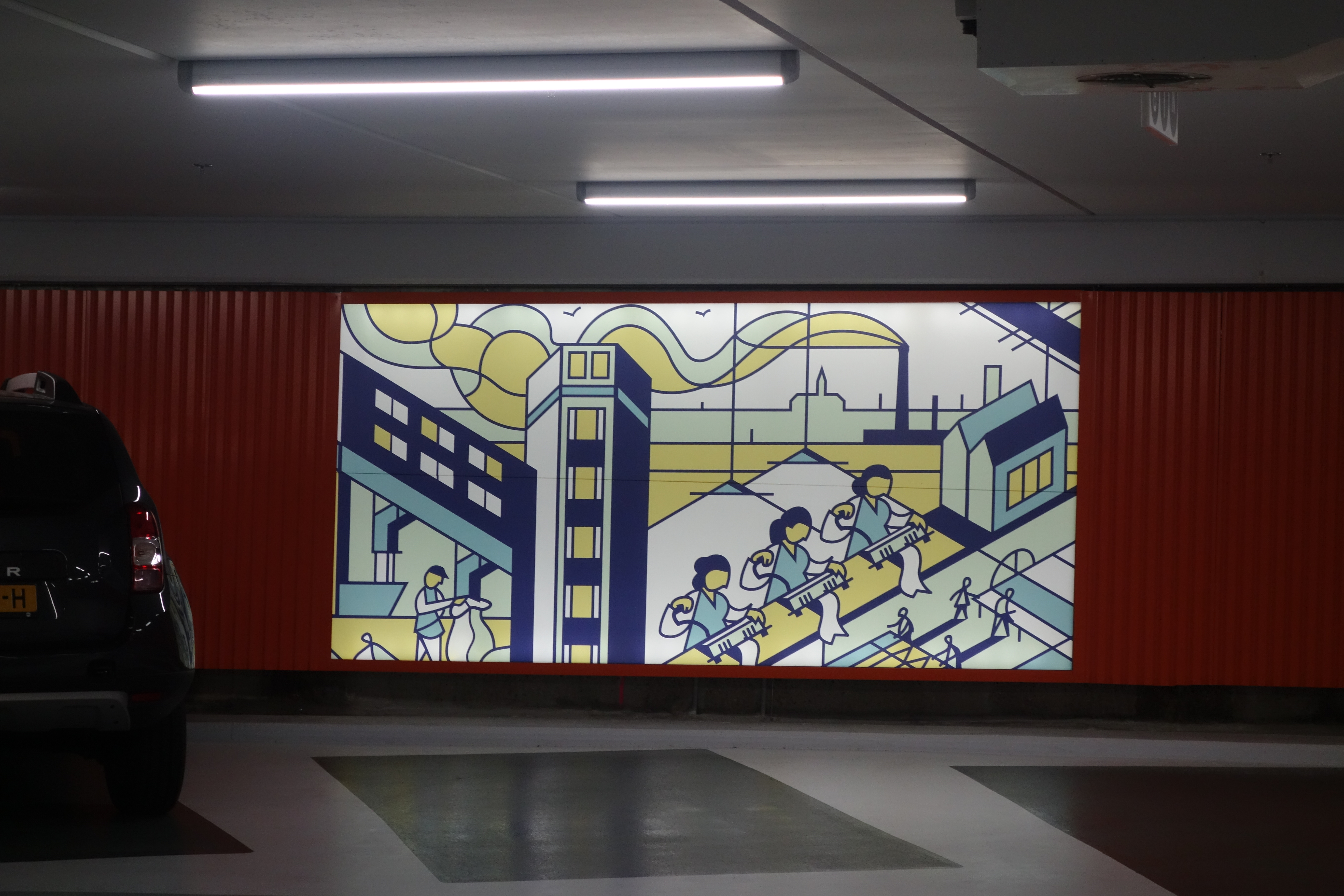
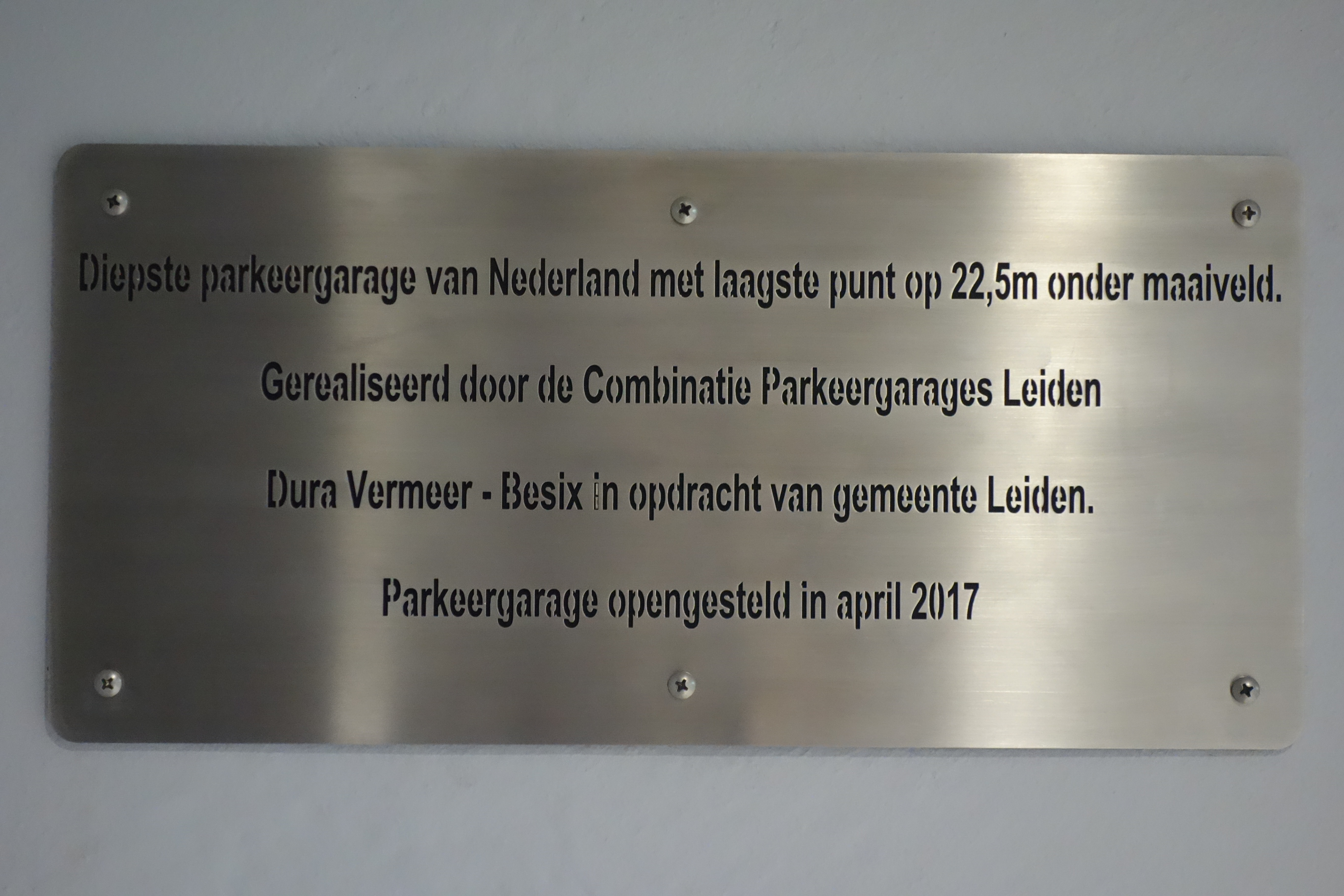

Aalmarkt · Beschuitsteeg · 4e Binnenvestgracht · Botermarkt · Bouwelouwensteeg · Breestraat · Diefsteeg ·  Fokkestraat · Galgewater · Groenesteeg · Haarlemmerstraat · Hogewoerd · Korte Bouwelouwensteeg · Lammermarkt · Noordeinde · Van der Werfstraat  · Witte Singel · Zoeterwoudsesingel